# Don Whillans
Donald Desbrow Whillans (18 de mayo de 1933 - 4 de agosto de 1985) fue un escalador y alpinista inglés. Escaló con Joe Brown y Chris Bonington en muchas rutas nuevas y se lo consideraba un igual técnico de ambos.

## Primeros años
Nacido y criado en una casa de dos pisos en Salford, Lancashire, Whillans comenzó a caminar por los páramos de los Peninos mientras todavía estaba en la escuela moderna de Broughton; la escalada fue el siguiente paso para un joven aventurero.

## Carrera de escalador
Whillans era un aprendiz de fontanero cuando comenzó su carrera de escalador con Joe Brown en 1951. Whillans conoció a Brown mientras escalaba en Roaches en Staffordshire. Cuando el compañero de escalada de Brown no pudo seguirlo por una nueva ruta, Whillans le preguntó si podía intentarlo y, posteriormente, lideró el segundo tramo de la nueva ruta de Brown, que se conoció como "Matinee".
De la escalada en roca se pasó al montañismo con viajes a los Alpes, donde realizó ascensiones como el "pilar Bonatti" del Dru y la primera ascensión con Chris Bonington, Jan Długosz e Ian Clough del pilar central de Freney en el Mont Blanc.
En 1957 hizo su primera visita a las grandes cordilleras en una expedición al Masherbrum (7.821 m) en el Karakorum. La expedición no tuvo éxito: Bob Downes murió en la montaña y el punto más alto alcanzado por el equipo estaba a unos 200 m por debajo de la cumbre. Siguieron otras expediciones más exitosas: en 1962 con Bonington hizo la primera ascensión de la Torre Central del Parque Nacional Torres del Paine, en la Patagonia, y con Dougal Haston hizo la primera ascensión de la cara sur del Annapurna en la expedición de Bonington de 1970. Estas experiencias le llevaron a participar en las expediciones al Everest en 1971 y 1975.
A Whillans se le atribuía la seguridad y el conocimiento de la montaña, como lo demuestra su retirada de la cara norte del Eiger en varias ocasiones debido al mal tiempo o a un desprendimiento de rocas. Tuvo pocos accidentes de escalada, aunque hubo varios que estuvieron a punto de producirse, como cuando se rompió una cuerda fija en las Torres del Paine Central y logró apoyar su peso en los agarres con una precisión de una fracción de segundo antes de volver a atar la cuerda.

## Personalidad
Whillans era muy apreciado por su capacidad para soltar frases ingeniosas de manera espontánea. Un ejemplo que resume su humor irónico es el de su encuentro con un equipo de montañeros japoneses (en su opinión) mal equipados que intentaban escalar la cara norte del Eiger. "¿Van a subir?", les preguntó Whillans. "¡Sí! ¡Sí!", fue la respuesta. Pausa, y luego Whillans: "Puede que vayan a ir mucho más alto de lo que creen".
Whillans participó en la Expedición Internacional de 1971 y en la Expedición Europea al Everest de 1972, ambas con el objetivo de escalar la cara suroeste del monte Everest. La última expedición estuvo plagada de conflictos de personalidad y la retirada de muchos escaladores.  Mientras estaban en el campamento, otros escaladores escucharon noticias de que Inglaterra había perdido un partido de fútbol contra Alemania. "Parece que os hemos ganado en vuestro deporte nacional", dijo un alemán. Después de una pausa, Whillans respondió: "Sí, y os hemos ganado en el vuestro... dos veces". Otro incidente ocurrió una noche en una cabaña alpina cuando dos escaladores estaban enfrascados en una conversación en susurros que perturbaba el sueño de otros escaladores, uno de los cuales era Whillans. Finalmente, les exigió que se callaran; hubo una breve pausa antes de que uno de los jóvenes se negara agresivamente a quedarse callado, comentando en la oscuridad "¿Quién te crees que eres?". La brusca respuesta de "Whillans" fue seguida por un silencio absoluto. Sin embargo, el biógrafo de Whillans, Jim Perrin, sugiere que muchas de estas historias son mitos. A Whillans le gustaba enfatizar sus credenciales de clase trabajadora y, en las giras de conferencias, disfrutaba contando la historia de cómo se quedó atrapado en una tienda de campaña en lo alto del Himalaya con Dougal Haston, que había terminado de leer El Señor de los Anillos y le había pasado el libro. Whillans leyó unas cuantas páginas y comentó: "No voy a leer esa basura, ¡está llena de malditas hadas!".
Whillans era un gran bebedor, lo que perjudicó su carrera después de la expedición al Annapurna y puede haber contribuido a su muerte temprana. Aunque medía solo 1,63 m, tenía reputación de peleador y circulaban historias sobre su destreza.
Diseñó equipo de montañismo, incluido el "arnés Whillans", una vez jocosamente descrito como diseñado para transportar de forma segura barrigas cerveceras a gran altura, y la tienda de expedición "caja Whillans".

## Muerte
Murió a los 52 años de un ataque cardíaco y fue el protagonista de una biografía titulada The Villain (El villano) escrita por el autor y escalador Jim Perrin en 2005.

## Legado
El British Mountaineering Council mantiene una cabaña de escalada cerca de Roaches en memoria de Whillans.